# Fort Mandan

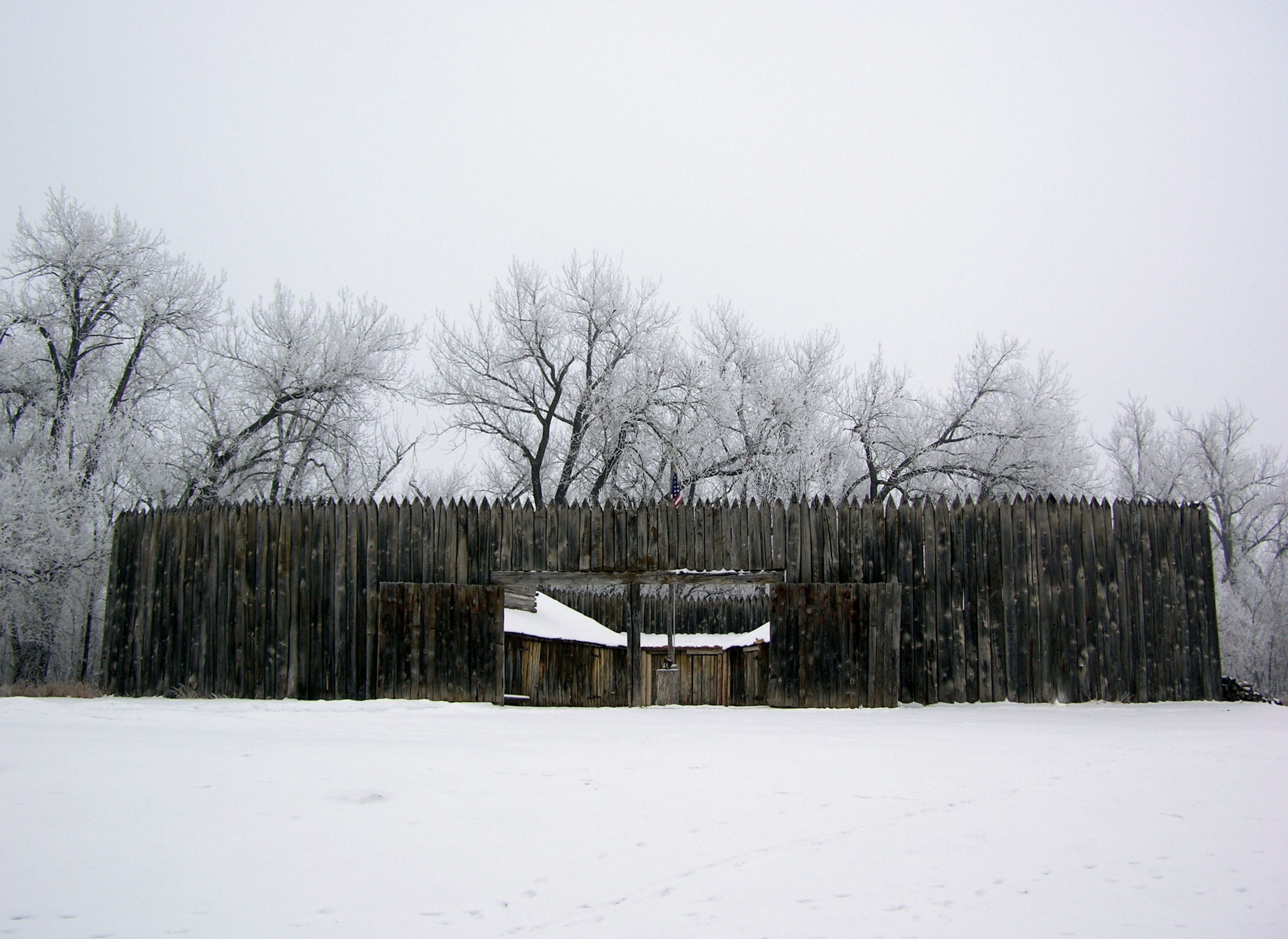
Fort Mandan

Fort Mandan est le nom qui fut donné au campement d'hiver de l'expédition de Lewis et Clark. Ils y séjournèrent lors de l'hiver (1804-1805). Le campement était situé sur la rivière Missouri à environ 20 kilomètres de Washburn (Dakota du Nord), bien que la localisation précise soit inconnue.
Le fort était construit en bois de peuplier, que les membres de l'expédition pouvaient trouver sur les rives. Il avait une forme triangulaire, avec de hauts murs sur chaque côté et une porte faisant face à la rivière. Le corps expéditionnaire commença le fort le 2 novembre 1804 et resta sur les lieux jusqu'au 7 avril 1805. Ils construisirent le fort légèrement en aval du village de la tribu Mandan. Le président de l'époque, Thomas Jefferson, avait entre autres demandé à Lewis de commercer avec la tribu Mandan.
Quand l'expédition revint dans la zone au cours du mois d'août 1806, le fort avait été complètement détruit par le feu, pour une raison inconnue. Depuis cette époque, la rivière Missouri a lentement érodé sa rive et son cours a dévié vers l'est, recouvrant les restes carbonisés du fort.
Une réplique a été érigée à côté de la rivière, à 4 kilomètres de l'intersection de la route ND 200A et de l'US 83. Elle est située près du North Dakota Lewis and Clark Interpretive Center.